# State Power Group
State Power Group Co. Ltd. är ett kinesiskt energiföretag, grundat 2004 av Kai Johan Jiang. Företaget är organiserat som en koncern med huvudsaklig verksamhet inom alternativa, förnyelsebara energikällor, främst genom utveckling, uppförande och drift av anläggningar för kraftvärmeproduktion baserat på biomassa. State Power Group bedriver också forskning och utveckling inom biobränslepannor, batteriteknik och vindkraft. State Power Group och dess moderbolag innehar nära 350 patent inom dessa områden.
State Power Group driver eller har under projektering totalt 40 kraftvärmeverk för biomassa i Kina med en sammanlagd kapacitet på 1000 MW. Enligt företagets egna uppskattningar har dessa bidragit till att minska utsläppen av koldioxid med totalt 7,9 miljoner ton.
State Power Groups tillgångar uppgick i mars 2012 till 12,5 miljarder CNY. State Power Group har över 4 200 anställda, av vilka mer än 500 är ingenjörer med akademisk examen.

## Saab Automobile
State Power Group var genom sitt moderbolag National Modern Energy Holdings Ltd. majoritetsägare (51%) i National Electric Vehicle Sweden AB (Nevs), ett företag som bildades 2012 med avsikt att förvärva tillgångarna i Saab Automobile AB från konkursboet. Nevs ägs sedan juli 2020 helt av kinesiska Evergrande.

## Energikombinatet i Sveg
State Power Group är tillsammans med dotterbolaget National Bio Energy Group Ltd. majoritetsägare (80%) i National Bio Energy Sweden AB (NBE Sweden), ett svenskt företag som planerar att bygga ett energikombinat i Sveg i Härjedalen. Energikombinatet omfattar [kraftvärmeverk|kraftvärmeproduktion] på upp till 150 MW med biomassa samt en etanolfabrik med årlig produktion på upp till 80 000 ton. Projektet fick klartecken av Mark och miljödomstolen i Östersund i maj 2011. NBE Sweden bedömer att driftstarten för ett första produktionssteg kan ske under 2014/2015. Den totala investeringen för att nå full produktion beräknas i 2011 års priser till omkring 3 miljarder kronor.

## Fotnoter
1. ↑  Företagets ursprungliga namn var Dragon Power Group.
2. ↑  Motsvarande 14,1 miljarder kronor, valutakurs 29 maj 2012.
3. ↑  ”Bekräftat intresse för Saab”. Bohusläningen. 24 maj 2012. Arkiverad från originalet den 17 december 2013. https://web.archive.org/web/20131217224413/http://bohuslaningen.se/ekonomi/ttekonomi/1.1638282-bekraftat-intresse-for-saab. Läst 29 maj 2012.
4. ↑  Jens Bornemann (1 juli 2020). ”Nevs grundare säljer sina aktier”. Svenska Dagbladet. https://www.svd.se/nevs-grundare-saljer-sina-aktier. Läst 1 juli 2020.